# おやしお型潜水艦
おやしお型潜水艦（おやしおがたせんすいかん、英語: Oyashio-class submarine）は、海上自衛隊が運用する通常動力型潜水艦の艦級。船殻構造・船型を刷新して、隠密性の向上や新型ソナーの搭載など新機軸が多く盛り込まれており、在来型潜水艦の一つの到達点とも評された。03・08・13中期防により、平成5年度から平成15年度にかけて11隻が建造された。計画番号はS130。

## 来歴

### 涙滴型潜水艦と「P-3Cショック」
海上自衛隊では、第3次防衛力整備計画において、水中性能を重視した涙滴型潜水艦であるうずしお型（42SS）の建造に着手した。第4次防衛力整備計画にかけて同型を7隻建造した後、小改正型であるゆうしお型（50SS）が更に10隻建造された。
しかし1983年よりP-3C哨戒機の部隊配備が開始されたことで航空対潜能力は画期的に改善されており、同年の海上自衛隊演習（58海演）では、深く静かに潜航し推進器を停止した潜水艦ですら探知・撃破されるなど、潜水艦部隊にとって全く想定外の事態が次々と発生した。これは潜水艦部隊にとって大きな衝撃となり、水中放射雑音の低減が最優先課題として強く意識されるようになった。

### はるしお型とおやしお型
海上自衛隊では、「P-3Cショック」に先駆けて、ゆうしお型の建造中から既に隠密性及び探知能力の更なる向上を目指した研究開発を進めており、まずはゆうしお型を元にこれらの成果を盛り込んだ拡大改良型であるはるしお型（61SS）の建造を開始した。一方、これと並行して、探知・攻撃能力の充実及び音響ステルス性の向上を図った新型潜水艦の整備について検討が進められており、静粛化の進んだ新世代原子力潜水艦の増勢に対応するためもあって、平成5年度計画艦（05SS）より新型艦に移行することになった。これが本型である。
はるしお型の基本計画・設計と並行して、次期潜水艦に対する二つの研究開発が開始されていた。一つは潜水艦隠密性向上対策、もう一つは新型ソナーであり、いずれも特務艦ATSS「いそしお」に装備され、平成2年度から3年度にかけて技術試験と実用試験を行い、その成果が05SSの基本計画・基本設計に反映された。
これらを踏まえて、1990年6月に海幕防衛部から運用要求の素案が、1991年12月には期待性能案が出され、1992年5月に2,700トン型SSとして、技本から海幕に概算要目資料が回答された。海幕では04SSの性能向上型として、船価総額約582億円で概算要求し、5年度計画艦として成立した。

## 設計

### 船体
うずしお型以降の潜水艦では完全複殻構造・涙滴型船型が踏襲されてきたが、本型ではいずれも変更されて、部分単殻構造・葉巻型船型が採択された。
船殻構造は、船体前後が複殻、中部が単殻の部分単殻構造であり、複殻部分は外フレーム式、単殻部分は内フレーム式とされている。これは、船体中部への側面アレイ・ソナーなどの設置を織り込んだ設計であった。側面アレイの背面には聴音性能を確保するためバッフル構造が必要となるが、従来の複殻構造では不可能であるため、側面ソーナーの装着部分が単殻構造となったものであった。
一方、葉巻型船型の採用は、攻撃能力の向上を目指した結果であった。従来の涙滴型船型では魚雷発射管が船体中部寄りに設けられていたが、より速い航行速力での発射の要求に応えて、水中発射管を艦首尾線に沿って平行に装備したため、艦首形状が鯨の頭部のようになったものである。流体力学的な合理性では涙滴型にわずかに劣るものの、通常動力型潜水艦が活動するような比較的低速の領域では、葉巻型でも有意な差はないとされており、実際昔から魚雷は葉巻型で実用的性能が確保できていた。
また本型の設計の特徴の1つが、全般的なステルス化である。従来の海自潜水艦ではパッシブ・ソナー対策として水中放射雑音の低減を図ってきたが、本型ではそれに加えて、アクティブ・ソナー対策も図られた。これは対潜戦水上艦艇における大出力・低周波の探信儀（AN/SQS-53や75式探信儀 OQS-101など）の配備に対応するとともに、艦型拡大に伴うターゲット・ストレングス（TS）増大を補うためのものでもあり、船体及び艦橋側面に水中吸音材を装備するとともに、艦橋外板を傾斜させることにより音響ステルス化が図られた。水中吸音材は、外部の音に対して逆位相になるような音を加えることでこれを打ち消すというパッシブノイズキャンセラであり、「いそしお」での試験を経て本型で装備化されたものであった。

### 機関
機関はおおむねはるしお型（61SS）のものが踏襲されており、ディーゼルエンジンとしては、V型12気筒の高速4ストローク機関である川崎重工業12V25/25S型が採用された。ただし、葉巻型船型の採用と排水量の増大に対応して主電動機は強化されており、水上3,400馬力、水中7,700馬力とされている。また主蓄電池も改良された。
本型では、ディーゼル主機の発停・シュノーケルの終始、トリム注排水移水、発射管注排水の自動化や操舵操縦のワンマン・コントロール化など、省力化・自動化が大幅に導入されており、発令所の艦制御コンソール（MCC/SCC）からの一元制御とされている。この結果、ディーゼル員などが削減されるとともに、人員配置が発令所に集中することとなり、ダメージコントロール面で懸念されたが、乗員の順応とともに解消された。また3番艦「うずしお」以降で固体アミン式炭酸ガス吸収装置、4番艦「まきしお」以降で主電動機の電機子チョッパー化、5番艦「いそしお」以降で昇降式アンテナなど、順次に装備の更新が図られた。

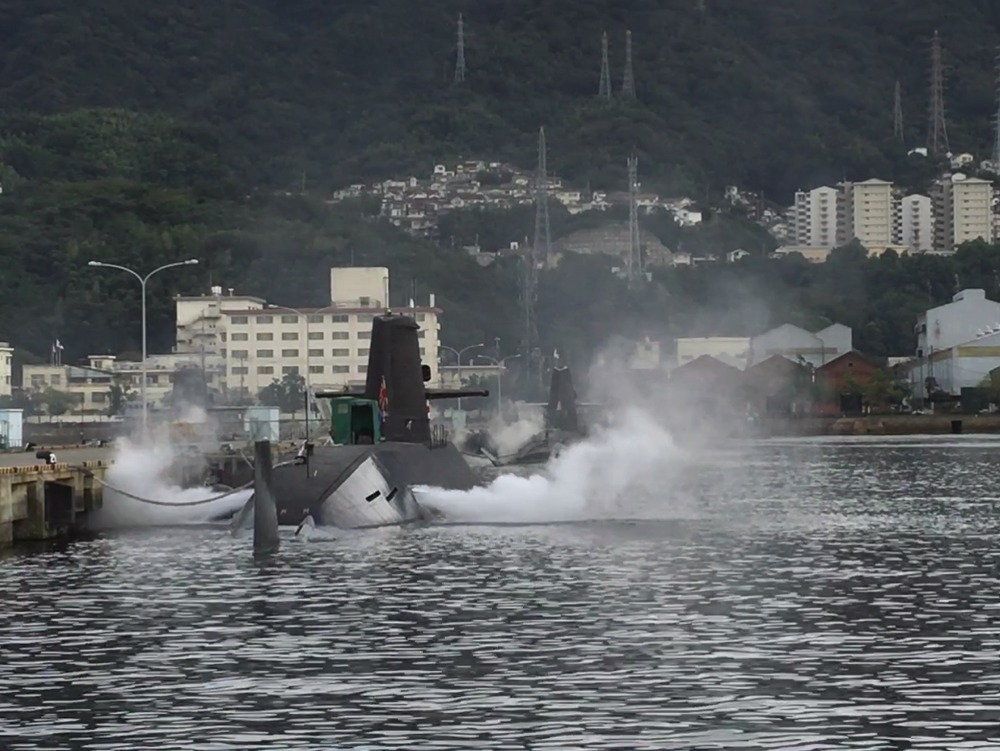
充電中のおやしお型。船体後部の排気孔から、エンジンの排煙が出ている。
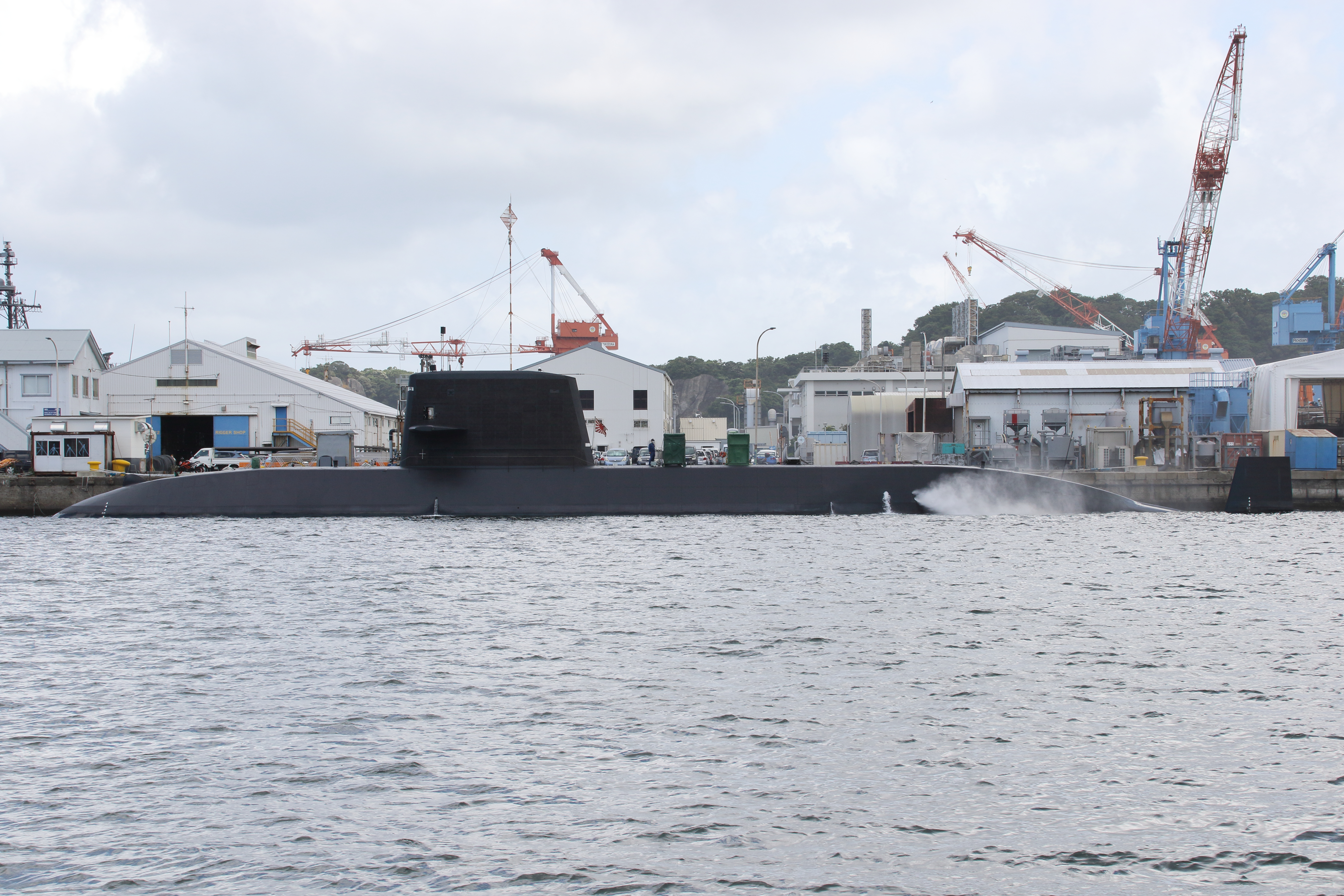
横須賀・楠ケ浦地区にて充電中のおやしお型。
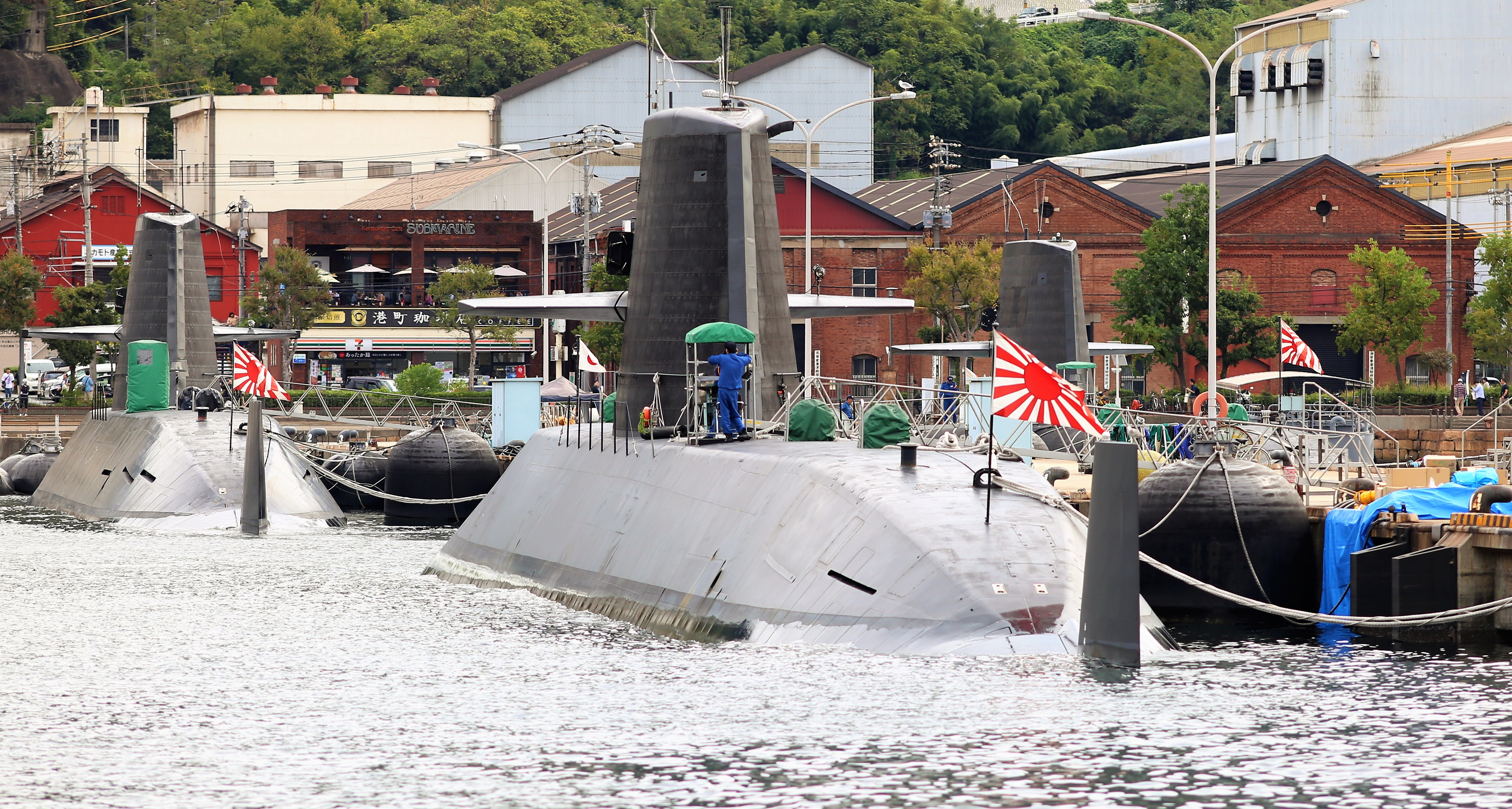
呉基地に停泊するおやしお型。赤レンガの倉庫群は「アレイからすこじま」の旧日本海軍の建築物。
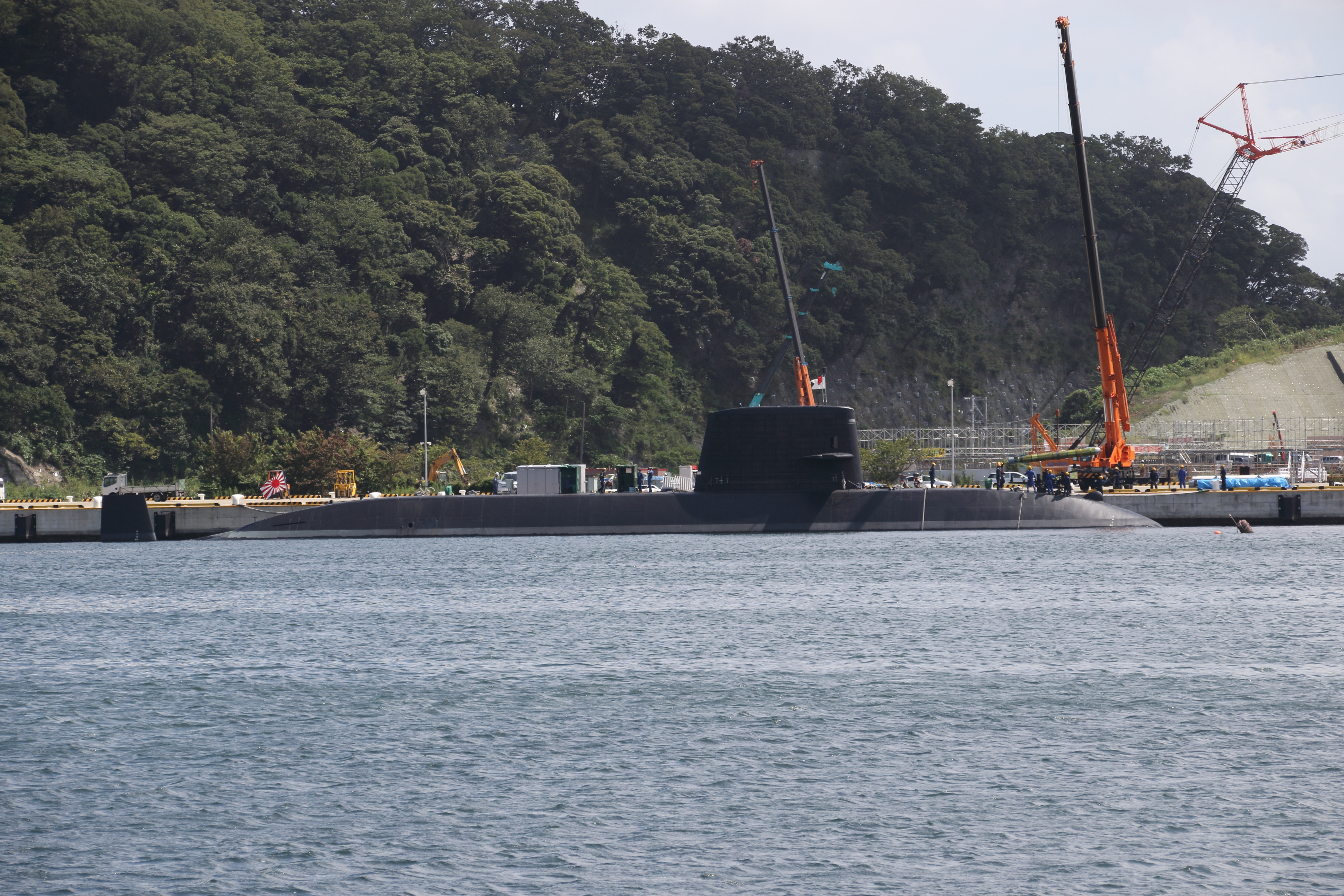
横須賀・長浦地区にて魚雷搭載作業中のおやしお型。

## 装備
装備面での最大の特徴が、ZQQ-6ソナーの搭載である。これは艦首の円筒アレイ（cylindrical array: CA）と側面アレイ（flank array: FA）、曳航アレイ・ソナー（TAS）および逆探ソナーによって構成される統合ソナー・システムである。側面アレイでは、船体方向に長くアレイを配置することで、円筒形アレイよりも低い周波数に対応できるようになった。これはTASと同じ発想であるが、TASではアレイの揺れなどのために探知方位が曖昧であり、適宜の変針による測定が必要であった。これに対し、本型で採用された側面アレイでは、アレイは耐圧殻に直接固定されているために曖昧さがなく、またより多彩な戦術状況で運用できた。また面圧電素子の採用によって探知能力も向上したほか、後期建造艦では側面アレイへの雑音伝播遮断が高度化され、さらに有効性が高まっている。円筒アレイについても、はるしお型後期型と同様のラバードームが導入された。
ただしこれにより、円筒アレイと側面アレイの間で、目標情報の整合化を図る必要が生じてきた。前者は比較的高い周波数、後者は比較的低い周波数を用いるため、それぞれの目標について、同じ目標から発される別の周波数の音なのか、あるいは異なる目標なのかを判別しなければならなくなったのである。また6本という多数の魚雷を同時誘導可能な潜水艦情報処理装置ZYQ-3の搭載に伴って、多数目標の現在方位についての的確な情報送出も求められるようになった。しかし急激に変針を繰り返す目標の取り違えを防ぎつつ、潜水艦情報処理装置に対して頻繁に方位を送出し、さらに攻撃対象以外の目標の把握や敵潜水艦への警戒を行う場合、従来システムではソナー員がオーバーロードとなる恐れが大きかった。このことから、ZQQ-6では大幅に自動化されている。また、ZYQ-3とともに艦のコントロール系と武器系のコンソールの統一化が進められており、ZQX-1B水冷式共通コンソールが用いられている。発令所のレイアウトも、潜望鏡を中心として各種の機器が並んでいた従来方式から、左右舷に統一されたコンソールが置かれた配置に変更された。なお、潜望鏡にはIR探知装置（熱線映像装置）も備えられている。
上記の通り、6門の魚雷発射管は艦首上部に集中装備されている。形式名はHU-605で、上部2門・下部4門が並行装備とされており、発射可能水中速力は向上した。機雷を敷設する能力もあり、新型の自走式機雷も装備できるとされる。また、デコイ発射装置も装備されている。

## 比較表
|            |            | たいげい型                   | そうりゅう型           | そうりゅう型                   | おやしお型          | はるしお型          | ゆうしお型          | うずしお型          |
| 11番艦から | 10番艦まで | たいげい型                   |                        |                                | おやしお型          | はるしお型          | ゆうしお型          | うずしお型          |
| ---------- | ---------- | ---------------------------- | ---------------------- | ------------------------------ | ------------------- | ------------------- | ------------------- | ------------------- |
| 船体       | 船型       | 葉巻型                       | 葉巻型                 | 葉巻型                         | 葉巻型              | 涙滴型              | 涙滴型              | 涙滴型              |
| 船体       | 基準排水量 | 3,000トン                    | 2,950トン              | 2,950トン                      | 2,750トン           | 2,450トン           | 2,200トン           | 1,850トン           |
| 船体       | 水中排水量 | 不明                         | 4,200トン              | 4,200トン                      | 3,500トン           | 3,200トン           | 2,900トン           | 2,450トン           |
| 船体       | 全長       | 84.0 m                       | 84.0 m                 | 84.0 m                         | 82.0 m              | 77.0 m              | 76.0 m              | 72.0 m              |
| 船体       | 全幅       | 9.1 m                        | 9.1 m                  | 9.1 m                          | 8.9 m               | 10.0 m              | 9.9 m               | 9.9 m               |
| 船体       | 深さ       | 10.4 m                       | 10.3 m                 | 10.3 m                         | 10.3 m              | 10.5 m              | 10.2 m              | 10.1 m              |
| 船体       | 吃水       | 不明                         | 8.5 m                  | 8.5 m                          | 7.4 m               | 7.7 m               | 7.4 m               | 7.5 m               |
| 主機       | 機関       | ディーゼル+電動機            | ディーゼル+電動機      | ディーゼル+スターリング+電動機 | ディーゼル+電動機   | ディーゼル+電動機   | ディーゼル+電動機   | ディーゼル+電動機   |
| 主機       | 方式       | D・E                         | D・E                   | D・S・E                        | D・E                | D・E                | D・E                | D・E                |
| 主機       | 水上出力   | 不明                         | 3,900 PS               | 3,900 PS                       | 3,400 PS            | 3,400 PS            | 3,400 PS            | 3,400 PS            |
| 主機       | 水中出力   | 6,000 PS                     | 8,000 PS               | 8,000 PS                       | 7,700 PS            | 7,200 PS            | 7,200 PS            | 7,200 PS            |
| 主機       | 水上速力   | 不明                         | 13ノット               | 13ノット                       | 12ノット            | 12ノット            | 12ノット            | 12ノット            |
| 主機       | 水中速力   | 20ノット                     | 20ノット               | 20ノット                       | 20ノット            | 20ノット            | 20ノット            | 20ノット            |
| 兵装       | 水雷       | 533mm魚雷発射管×6門          | 533mm魚雷発射管×6門    | 533mm魚雷発射管×6門            | 533mm魚雷発射管×6門 | 533mm魚雷発射管×6門 | 533mm魚雷発射管×6門 | 533mm魚雷発射管×6門 |
| 兵装       | その他     | 潜水艦魚雷防御システム       | 潜水艦魚雷防御システム | 潜水艦魚雷防御システム         | ―                   | ―                   | ―                   | ―                   |
| 同型艦数   | 同型艦数   | 3隻 （1隻艤装中、3隻建造中） | 12隻                   | 12隻                           | 11隻                | 7隻 （退役）        | 10隻 （退役）       | 7隻 （退役）        |

## 同型艦

### 一覧表
| 艦番号          | 艦名     | 建造                  | 起工                        | 進水                         | 竣工                        | 練習潜水艦への 艦籍変更     | 除籍                       | 所属                                       |
| --------------- | -------- | --------------------- | --------------------------- | ---------------------------- | --------------------------- | --------------------------- | -------------------------- | ------------------------------------------ |
| SS-590 TSS-3608 | おやしお | 川崎造船 神戸工場     | 1994年 （平成6年） 1月26日  | 1996年 （平成8年） 10月15日  | 1998年 （平成10年） 3月16日 | 2015年 （平成27年） 3月6日  | 2023年 （令和5年） 3月17日 | 最終所属 潜水艦隊 第1練習潜水隊 （呉基地） |
| SS-591 TSS-3609 | みちしお | 三菱重工業 神戸造船所 | 1995年 （平成7年） 2月16日  | 1997年 （平成9年） 9月18日   | 1999年 （平成11年） 3月10日 | 2017年 （平成29年） 2月27日 | 2025年 （令和7年） 3月14日 | 最終所属 潜水艦隊 第11潜水隊 （呉基地）    |
| SS-592          | うずしお | 川崎造船 神戸工場     | 1996年 （平成8年） 3月6日   | 1998年 （平成10年） 10月15日 | 2000年 （平成12年） 3月9日  | -------                     | -------                    | 第2潜水隊群第2潜水隊 （横須賀基地）        |
| SS-593 TSS-3610 | まきしお | 三菱重工業 神戸造船所 | 1997年 （平成9年） 3月26日  | 1999年 （平成11年） 9月22日  | 2001年 （平成13年） 3月26日 | 2023年 （令和5年） 3月17日  | -------                    | 潜水艦隊 第11潜水隊 （呉基地）             |
| SS-594 TSS-3611 | いそしお | 川崎造船 神戸工場     | 1998年 （平成10年） 3月9日  | 2000年 （平成12年） 11月27日 | 2002年 （平成14年） 3月14日 | 2025年 （令和7年） 3月14日  | -------                    | 潜水艦隊 第11潜水隊 （呉基地）             |
| SS-595          | なるしお | 三菱重工業 神戸造船所 | 1999年 （平成11年） 4月2日  | 2001年 （平成13年） 10月4日  | 2003年 （平成15年） 3月3日  | -------                     | -------                    | 第2潜水隊群第2潜水隊 （横須賀基地）        |
| SS-596          | くろしお | 川崎造船 神戸工場     | 2000年 （平成12年） 3月27日 | 2002年 （平成14年） 10月23日 | 2004年 （平成16年） 3月8日  | -------                     | -------                    | 第1潜水隊群第5潜水隊 （呉基地）            |
| SS-597          | たかしお | 三菱重工業 神戸造船所 | 2001年 （平成13年） 1月30日 | 2003年 （平成15年） 10月1日  | 2005年 （平成17年） 3月9日  | -------                     | -------                    | 第2潜水隊群第2潜水隊 （横須賀基地）        |
| SS-598          | やえしお | 川崎造船 神戸工場     | 2002年 （平成14年） 1月15日 | 2004年 （平成16年） 11月4日  | 2006年 （平成18年） 3月9日  | -------                     | -------                    | 第2潜水隊群第4潜水隊 （横須賀基地）        |
| SS-599          | せとしお | 三菱重工業 神戸造船所 | 2003年 （平成15年） 1月23日 | 2005年 （平成17年） 10月5日  | 2007年 （平成19年） 2月28日 | -------                     | -------                    | 第2潜水隊群第4潜水隊 （横須賀基地）        |
| SS-600          | もちしお | 川崎造船 神戸工場     | 2004年 （平成16年） 2月23日 | 2006年 （平成18年） 11月6日  | 2008年 （平成20年） 3月6日  | -------                     | -------                    | 第1潜水隊群第3潜水隊 （呉基地）            |

### 運用史
本型では、潜水艦製造工程が大幅に増大・複雑化したことから、建造期間は従来の4年から5年へと長期化することになった。
従前では海上自衛隊の潜水艦は18隻体制（16隻+練習潜水艦2隻）であり、はるしお型までは18年間運用された後に退役していた。しかし、「平成23年度以降に係る防衛計画の大綱について」で、海上自衛隊の潜水艦が24隻体制（22隻+練習潜水艦2隻）に増強する計画となり、これに合わせて本型からは24年間運用されるようになる予定とされたことから、そのための延命工事が行われる。平成25年度予算では｢おやしお｣の修理に必要な部品の取得及び「おやしお」の艦齢延伸工事を実施するとともに、｢うずしお｣の艦齢延伸工事の予算が計上された。平成26年度から28年度予算にかけて、計9隻分の部品調達予算と計7隻分の改修工事予算が計上されている。
2015年3月6日、1番艦「おやしお」が練習潜水艦に艦種変更され、2023年3月17日に除籍。

### 建造費
11番艦「もちしお」の場合、総建造費約420億円（内訳、船体約250億円、艤装約170億円）

## 登場作品

### 映画
『ゴジラ×メカゴジラ』
冒頭にて、千葉県館山市の港（という設定で撮影された横須賀基地）に停泊している。
『亡国のイージス』
「たかしお」が、架空の潜水艦「せとしお」役で登場。反乱を起こした、架空のイージス護衛艦「いそかぜ」を追跡する。

### アニメ・漫画
『空母いぶき』
「せとしお」が登場。中国海軍の元級潜水艦「遠征102」に対し、航空機搭載型護衛艦「いぶき」への第二波雷撃を阻止するため、雷撃を仕掛けてくる前に体当たりを敢行し、船底にダメージを受けるも、「遠征102」にもセイル部分に大きなダメージを与え、浮上退却を行わざるを得ない状況にまで追い込み、攻撃続行を妨害することに成功する。
『マーズ』
「たかしお」と「やえしお」が登場。

### 小説
『海の底』
架空の11番艦「きりしお」が登場。所属は第2潜水隊群で、艦長は川邊。作中の重要な舞台であり、アメリカ海軍横須賀基地内の潜水艦埠頭に停泊中に、横須賀がレガリスに占拠されたため、艦内にいた実習幹部2人と民間人が孤立してしまう。
また、物語のエピローグには、11番艦以降のおやしお型新造艦（艦名不明）も登場している。
『ゲートSeason2 自衛隊 彼の海にて、斯く戦えり』
架空艦「きたしお」が登場。
『大逆転!レイテ海戦 栗田艦隊、レイテ湾に突入す!』
「おやしお」が登場。フィリピン海でソ連海軍の監視と哨戒を行っていた最中、レイテ沖海戦直前の時代にタイムスリップする。そこで、日本海軍を支援するため、旧アメリカ軍の空母機動部隊と戦闘を行うほか、同様にタイムスリップしてきたソ連海軍の架空のキロ型潜水艦「コテルヌイ」と戦闘を繰り広げる。
『南極点のピアピア動画』
架空艦「かざしお」が登場。所属は第2潜水隊群、艦長は大賀。退役後（劇中では既にそうりゅう改型が就役している設定）にJAMSTECに払い下げられ、架空のボーカロイド「小隅レイ」を用いた「鯨行動の対話的・能動的プロジェクト」に使用される。運行は海上自衛隊から出向した乗組員によって行われた。
『日中世界大戦』
「おやしお」と「もちしお」が登場。空母回航の護衛のため、ヨーロッパへ派遣される。

### その他
『タモリ倶楽部「海自が限界ギリギリに挑戦!?ドキッ！機密だらけの潜水艦に乗る!!（前・後編）」』
「なるしお」が登場。タモリ、ガダルカナル・タカ、劇団ひとりの3人が乗艦し、艦内を紹介する。